# Liste des partis politiques en Serbie
La Serbie vit sous un régime politique caractérisé par le multipartisme. En juin 2013, le pays comptait 93 partis politiques inscrits dans les registres du ministère de la Justice, qui, pour beaucoup d'entre eux, entrent dans des coalitions pour obtenir une représentation l'Assemblée nationale de la république de Serbie.

## Partis représentés à l'Assemblée nationale de la république de Serbie
Partis (ou organisations) représentés à l'Assemblée nationale de Serbie à la suite des élections législatives serbes de 2012 :
|                                                                                | |       |                       |        |                                                                   |                                 |                                                  |          |
| Nom                                                                            | Nom serbe, en alphabet cyrillique et latin                                                                               | Abr.  | Chef                  | Sièges | Groupe parlementaire                                              | Coalition                       | Nationalité et/ou région, affiliation            | Création |
| Parti progressiste serbe                                                       | Српска напредна странка Srpska napredna stranka                                                                          | SNS   | Aleksandar Vučić      | 53     | Parti progressiste serbe                                          | Donnons de l'élan à la Serbie   | Droite                                           | 2008     |
| Mouvement force de la Serbie                                                   | Покрет снага Србије Pokret snaga Srbije                                                                                  | PSSBK | Bogoljub Karić        | 2      | Parti progressiste serbe                                          | Donnons de l'élan à la Serbie   | Droite                                           | 2004     |
| Coalition des associations de réfugiés de la république de Serbie              | Коалиција удружења избјеглица у Републици Србији Koalicija udruženja izbjeglica u Republici Srbiji                       | KUIRS | Miodrag Linta         | 1      | Parti progressiste serbe                                          | Donnons de l'élan à la Serbie   |                                                  | 2008     |
| Parti national bosniaque                                                       | Бошњачка народна странка Bošnjačka narodna stranka                                                                       | BNS   | Mujo Muković          | 1      | Parti progressiste serbe                                          | Donnons de l'élan à la Serbie   | Bosniaques                                       | 2012     |
| Mouvement pour le renouveau économique de la Serbie                            | Покрет привредни препород Србије Pokret privredni preporod Srbije                                                        | PPPS  | Miodrag Nikolić       | 1      | Parti progressiste serbe                                          | Donnons de l'élan à la Serbie   |                                                  |          |
| Association des petites et moyennes entreprises et des entrepreneurs de Serbie | Асоцијација малих и средњих предузећа и предузетника Србије Asocijacija malih i srednjih preduzeća i preduzetnika Srbije | APPS  | Žarko Milisavljević   | 1      | Parti progressiste serbe                                          | Donnons de l'élan à la Serbie   | Organisation patronale                           | 2008     |
| Parti national paysan                                                          | Народна сељачка странка Narodna seljačka stranka                                                                         | NSS   | Marijan Rističević    | 1      | Parti progressiste serbe                                          | Donnons de l'élan à la Serbie   |                                                  | 1990     |
| Parti démocratique des Macédoniens                                             | Демократска партија Македонаца Demokratska partija Makedonaca                                                            | DPM   | Mile Spirovski        | 1      | Parti progressiste serbe                                          | Donnons de l'élan à la Serbie   | Macédoniens                                      | 2004     |
| Parti rom                                                                      | Ромска партија Romska partija                                                                                            | RP    | Srđan Šajn            | 1      | Parti progressiste serbe                                          | Donnons de l'élan à la Serbie   | Roms                                             | 2003     |
| Mouvement des socialistes                                                      | Покрет социјалиста Pokret socijalista                                                                                    | PS    | Aleksandar Vulin      | 1      | Parti progressiste serbe                                          | Donnons de l'élan à la Serbie   | Gauche                                           | 2008     |
| Parti démocrate                                                                | Демократска странка Demokratska stranka                                                                                  | DS    | Dragan Đilas          | 45     | Parti démocrate                                                   | Un choix pour une vie meilleure | Internationale socialiste                        | 1990     |
| Ligue démocratique des Croates de Voïvodine                                    | Демократски савез Хрвата у Војводини Demokratski savez Hrvata u Vojvodini                                                | DSHV  | Petar Kuntić          | 1      | Parti démocratique                                                | Un choix pour une vie meilleure | Croates Voïvodine                                | 1990     |
| Verts de Serbie                                                                | Зелени Србије Zeleni Srbije                                                                                              | ZS    | Ivan Karić            | 1      | Parti démocratique                                                | Un choix pour une vie meilleure | Écologie politique                               | 2007     |
| Parti socialiste de Serbie                                                     | Социјалистичка партија Србије Socijalistička partija Srbije                                                              | SPS   | Ivica Dačić           | 21     | Parti socialiste de Serbie                                        | Alliance avec le PUPS et JS     | Social-démocratie                                | 1990     |
| Mouvement des vétérans                                                         | Покрет ветерана Pokret veterana                                                                                          | PV    | Saša Dujović          | 1      | Parti socialiste de Serbie                                        | Alliance avec le SPS            |                                                  | 2009     |
| Parti démocrate de Serbie                                                      | Демократска странка Србије Demokratska stranka Srbije                                                                    | DSS   | Vojislav Koštunica    | 17     | Parti démocrate de Serbie                                         | Propre liste                    |                                                  | 1992     |
| G17 Plus                                                                       | Г17 плус G17 plus | G17+  | Mlađan Dinkić         | 11     | Régions unies de Serbie                                           | Régions unies de Serbie         | Union démocrate internationale                   | 2002     |
| Mouvement Je vis pour la Krajina                                               | Покрет Живим за Крајину Pokret Živim za Krajinu                                                                          | PŽK   | Boško Ničić           | 2      | Régions unies de Serbie                                           | Régions unies de Serbie         |                                                  | 2006     |
| Ensemble pour la Šumadija                                                      | Заједно за Шумадију Zajedno za Šumadiju                                                                                  | ZZŠ   | Veroljub Stevanović   | 3      | Régions unies de Serbie                                           | Régions unies de Serbie         |                                                  | 2009     |
| Parti libéral-démocrate                                                        | Либерално-демократска партија Liberalno-demokratska partija                                                              | LDP   | Čedomir Jovanović     | 12     | Parti libéral-démocrate                                           | Preokret                        | Social-libéralisme                               | 2005     |
| Union sociale-démocrate                                                        | Социјалдемократска унија Socijaldemokratska unija                                                                        | SDU   | Žarko Korać           | 1      | Parti libéral-démocrate                                           | Preokret                        | Social-démocratie                                | 1996     |
| Parti des retraités unis de Serbie                                             | Партија уједињених пензионера Србије Partija ujedinjenih penzionera Srbije                                               | PUPS  | Jovan Krkobabić       | 10     | Parti des retraités unis de Serbie                                | Alliance avec le SPS et JS      |                                                  | 2005     |
| Parti social-démocrate de Serbie                                               | Социјалдемократска партија Србије Socijaldemokratska partija Srbije                                                      | SPDS  | Rasim Ljajić          | 9      | Parti social-démocrate de Serbie                                  | Un choix pour une vie meilleure | Social-démocratie Union démocrate internationale | 2009     |
| Nouvelle Serbie                                                                | Нова Србија Nova Srbija                                                                                                  | NS    | Velimir Ilić          | 7      | Nouvelle Serbie                                                   | Donnons de l'élan à la Serbie   | Monarchisme Démocratie chrétienne                | 1997     |
| Union démocratique bosniaque                                                   | Бошњачка демократска заједница Bošnjačka demokratska zajednica                                                           | BDZ   | Emir Elfić            | 1      | Députés indépendants                                              | Tous ensemble                   | Bosniaques                                       | 2010     |
| Parti d'action démocratique du Sandžak                                         | Странка демократске акције Санџака Stranka demokratske akcije Sandžaka                                                   | SDAS  | Sulejman Ugljanin     | 1      | Députés indépendants                                              | Propre liste                    | Bosniaques                                       | 1990     |
| Serbie riche                                                                   | Богата Србија Bogata Srbija                                                                                              | BS    | Zaharije Trnavčević   | 1      | Députés indépendants                                              | Preokret                        |                                                  | 2011     |
| Serbie unie                                                                    | Јединствена Србија Jedinstvena Srbija                                                                                    | JS    | Dragan Marković Palma | 7      | Serbie unie                                                       | Alliance avec le SPS et le PUPS | Libéral-conservatisme                            | 2004     |
| Ligue des sociaux-démocrates de Voïvodine                                      | Лига социјалдемократа Војводине Liga socijaldemokrata Vojvodine                                                          | LSV   | Nenad Čanak           | 3      | Ligue sociale-démocrate de Voïvodine                              | Un choix pour une vie meilleure | Social-démocratie Centre gauche Voïvodine        | 1990     |
| Alliance des Magyars de Voïvodine                                              | Vajdasági Magyar Szövetség Савез војвођанских Мађара Savez vojvođanskih Mađara                                           | SVM   | István Pásztor        | 5      | Alliance des Magyars de Voïvodine                                 | Propre liste                    | Hongrois Voïvodine                               | 1994     |
| Mouvement serbe du renouveau                                                   | Српски покрет обнове Srpski pokret obnove                                                                                | SPO   | Vuk Drašković         | 4      | Mouvement serbe du renouveau - Parti démocrate-chrétien de Serbie | Preokret                        | Monarchisme Libéral-conservatisme                | 1994     |
| Parti démocrate-chrétien de Serbie                                             | Демохришћанска Странка Србије Demohrišćanska stranka Srbije                                                              | DHSS  | Olgica Batić          | 1      | Mouvement serbe du renouveau - Parti démocrate-chrétien de Serbie | Un choix pour une vie meilleure | Démocratie chrétienne                            | 1997     |
| Aucune des réponses proposées                                                  | Ниједан од понуђених одговора Nijedan od ponuđenih odgovora                                                              | NOPO  | Nikola Tulimirović    | 1      | Députés indépendants                                              | Propre liste                    | Valaques, Troisième voie                         | 2010     |
| Association des syndicats libres et indépendants                               | Асоцијација слободних и независних синдиката Asocijacija slobodnih i nezavisnih sindikata                                | ASNS  | Ranka Savić           | 1      | Parti libéral-démocrate                                           | Preokret                        | Syndicalisme                                     | 1996     |

## Autres partis
|                                                  | |            |                      |                                                            |                              |
| Nom                                              | Nom serbe, en alphabet cyrillique et latin ; nom dans la langue d'une minorité                               | Abr.       | Chef                 | Nationalité et/ou région, affiliation                      | Création                     |
| Parti démocratique du Sandžak                    | Санджачка демократска партија Sandžačka demokratska partija                                                  | SDP        | Rešad Hodžić         | Défense de la minorité bosniaque du Sandžak                | 1996                         |
| Retraités unis et justice sociale                | Удружени пензионери и социјална правда Udruženi penzioneri i socijalna pravda                                |            | Jaroslava Bogićević  |                                                            | 2007                         |
| Parti pour le Sandžak                            | Странка за Санџак Stranka za Sandžak                                                                         | SZS        | Fevzija Murić        | Défense de la minorité bosniaque du Sandžak                | 2001                         |
| Parti radical serbe                              | Српска радикална странка Srpska radikalna stranka                                                            | SRS        | Vojislav Šešelj      |                                                            | 1991                         |
| Parti national                                   | Народна партија Narodna partija                                                                              | NP         | Nebojša Korać        |                                                            | 2008                         |
| Parti national du Sandžak                        | Санџачка народна партија Sandžačka narodna partija                                                           | SNP        | Mirsad Đerlek        | Défense de la minorité bosniaque du Sandžak                | 2009                         |
| Réformistes de Voïvodine                         | Реформисти Војводине Reformisti Vojvodine                                                                    | RV         | Nedeljko Šljivanac   | Autonomie de la Voïvodine, régionalisme, social-démocratie | 2006                         |
| Coalition albanaise de la vallée de Preševo      | Демократска Унија Долине Demokratska Unija Doline Bashkimi Demokratik i Luginës                              | DUB/DBL    | Skender Destani      | Défense des Albanais de la vallée de Preševo               | 2003                         |
| Parti démocratique des Bulgares                  | Демократска партија Бугара Demokratska partija Bugara                                                        | DPB        | Angel Josifov        | Défense de la minorité bulgare de Serbie                   | 2007                         |
| Réformistes du Sandžak                           | Реформисти Санџака Reformisti Sandžaka                                                                       | RS         | Zekirija Dugopoljac  |                                                            | 2003                         |
| Mouvement de l'espoir magyar                     | Покрет мађарске наде Pokret mađarske nade (hu)                                                               | PMN/MRM    | Bálint László        | Défense de la minorité magyare de Serbie                   | 2009                         |
| Parti démocratique du Sandžak                    | Демократска партија Санџака Demokratska partija Sandžaka                                                     | DPS        | Zulkefil Sadović     | Défense de la minorité bosniaque du Sandžak                | 2007                         |
| Parti démocratique valaque de Serbie             | ДВлашка демократска странка Србије Vlaška demokratska stranka Srbije Partia democrată a Rumănilor din Sărbie | VDSS/PDRS  | Predrag Balašević    | Défense de la minorité valaque de Serbie                   | 2010                         |
| Union démocratique des Albanais                  | Демократска унија Албанаца Demokratska unija Albanaca Unioni demokratik Shqiptar                             | DUA/UDSH   | Adem Hasani          | Défense de la minorité albanaise de Serbie                 | 2010                         |
| Parti démocratique rom                           | Ромска демократска странка Romska demokratska stranka                                                        | RDS        | Tomislav Bokan       | Défense de la minorité rom de Serbie                       | 2004                         |
| Union démocratique des Croates                   | Демократска заједница Хрвата Demokratska zajednica Hrvata                                                    | DZH        | Đorđe Čović          | Défense de la minorité croate de Serbie                    | 2007                         |
| Parti slovaque                                   | Словачка странка Slovačka stranka Slovenska strana                                                           |            | Jan Paul             | Défense de la minorité slovaque de Serbie                  | 2008                         |
| Alternative du Sandžak                           | Санџачка алтернатива Sandžačka alternativa                                                                   | SA         | Tarik Imamović       | Défense de la minorité bosniaque du Sandžak                | 2003                         |
| Parti écologiste vert-Verts                      | Зелена еколошка партија Zelena ekološka partija                                                              | ZEP-Zeleni | Mithat Nokić         | Écologie                                                   | 2008                         |
| Alliance démocratique des Bulgares               | Демократски савез Бугара Demokratski savez Bugara                                                            | DSB        | Dragoljub Ivančov    | Défense de la minorité bulgare de Serbie                   | 1990                         |
| Parti des Bulgares de Serbie                     | Партија Бугара Србије Partija Bugara Srbije                                                                  | PBS        | Dragoljub Notev      | Défense de la minorité bulgare de Serbie                   | 2007                         |
| Parti démocratique bosniaque du Sandžak          | Бошњачко демократска странка Санџака Bošnjačko demokratska stranka Sandžaka                                  | BDSS       | Esad Džudžević       | Défense de la minorité bosniaque du Sandžak                | 1996                         |
| Parti d'action démocratique                      | Партија за демократско деловање Partija za demokratsko delovanje Partia për veprim demokratik                | PDD/PVD    | Riza Halimi          | Défense des Albanais de la vallée de Preševo               | 1990                         |
| Parti réformiste                                 | Реформистичка странка Reformistička stranka                                                                  | RS         | Aleksandar Višnjić   | Réformisme, décentralisation                               | 2005                         |
| Alliance civique des Magyars                     | Грађански савез Мађара Građanski savez Mađara (hu)                                                           | GSM/MPSZ   | László Rác Szabó     | Défense de la minorité magyare de Serbie                   | 2006                         |
| Communauté démocratique des Magyars de Voïvodine | Демократска заједница војвођанских Мађара Demokratska zajednica vojvođanskih Mađara (hu)                     | DZVM/VMDK  | Áron Csonka          | Défense de la minorité magyare de Serbie                   | 1990                         |
| Mouvement pour le progrès démocratique           | Покрет за демократски прогрес Pokret za demokratski progres Lëvizja e Progresit Demokratik                   | PDP/LPD    | Jonuz Musliu         | Défense de la minorité albanaise de Serbie                 | 2005                         |
| Gauche démocratique des Roms                     | Демократска левица Рома Demokratska levica Roma Demokratikani levica e Rromendji                             | DLR        | Jovan Damjanović     | Défense de la minorité rom de Serbie                       | 2009                         |
| Parti démocratique valaque                       | Влашка демократска странка Vlaška demokratska stranka                                                        | VDS        | Siniša Čelojević     | Défense de la minorité valaque de Serbie                   | 2008                         |
| Parti démocratique des Albanais                  | Демократска партија Албанаца Demokratska partija Albanaca Partia demokratike Shqiptare                       | DPA/PDSH   | Ragmi Mustafa        | Défense des Albanais de la vallée de Preševo               | 1990                         |
| Parti bunjevac de Voïvodine                      | Буњевачка странка Војводине Bunjevačka stranka Vojvodine                                                     | BSV        | Branko Francišković  | Défense des Bunjevci de Serbie                             | 2007                         |
| Rassemblement de l'unité serbe                   | Сабор српског јединства Sabor srpskog jedinstva                                                              | SSJ        | Dragutin Stanojlović |                                                            | 2005                         |
| Parti du Sandžak-Raška                           | Санџачко Рашка Партија Sandžačko Raška Partija                                                               | SRP        | Ismet Avdulović      | Défense de la minorité bosniaque du Sandžak                | 2009                         |
| Parti monténégrin                                | Црногорска партија Crnogorska partija                                                                        | CP         | Nenad Stevović       | Défense des Monténégrins de Serbie, social-démocratie      | 2008                         |
| Initiative civique des Gorans                    | Грађанска иницијатива Горанаца Građanska inicijativa Goranaca                                                | GIG        | Orhan Dragaš         | Défense des Gorans de Serbie                               | 2001                         |
| Mouvement démocratique des Roumains de Serbie    | Демократски покрет Румуна Србије Demokratski pokret Rumuna Srbije Mişcarea democrată a Românilor din Serbia  | DPRS/MDRS  | Dimitrije Kračunović | Défense de la minorité roumaine de Serbie                  | 1991                         |
| Parti uni des Roms                               | Уједињена партија Рома Ujedinjena partija Roma Jekutni Partija Romani                                        | UPR        | Ramadan Demirović    | Défense de la minorité rom de Serbie                       | 2005                         |
| Mouvement national du Sandžak                    | Народни покрет Санџака Narodni pokret Sandžaka                                                               | NPS        | Džemail Suljević     | Défense de la minorité bosniaque du Sandžak                | 1999                         |
| Mouvement démocratique ruthène                   | Русинска демократска странка Rusinska demokratska stranka Ruska demokratična stranka                         | RDS        | Miroslav Besermenji  | Défense de la minorité ruthène de Serbie                   | 2006                         |
| Parti monarchiste serbe Srpska Sloga             | Српска монархистичка странка Српска Слога Srpska monarhistička stranka Srpska Sloga                          | SMS        | Ljubomir Simić       | Monarchisme                                                | 2001                         |
| Alliance des Bunjevci de la Bačka                | Савез бачких Буњеваца Savez bačkih Bunjevaca                                                                 | SBB        | Mirko Bajić          | Défense des Bunjevci de la Bačka                           | 2007                         |
| Parti de la Voïvodine                            | Војвођанска партија Vojvođanska partija                                                                      | VP         | Aleksandar Odžić     | Défense de la Voïvodine, régionalisme                      | 2005                         |
| Alliance des Roumains de Voïvodine               | Алијанса војвођанских Румуна Alijansa vojvođanskih Rumuna Alianţa Românilor din Voivodina                    | AVR/ARV    | Viorel Besu          | Défense de la minorité roumaine de Voïvodine               | 2002                         |
| Parti des Slovaques de Voïvodine                 | Странка Војвођанских Словака Stranka Vojvođanskih Slovaka Strana Vojvodinských Slovákov                      | SVS        | Viliam Slavka        | Défense de la minorité slovaque de Voïvodine               | 2010                         |
| Parti rom Unité                                  | Ромска странка Јединство Romska stranka Jedinstvo                                                            | RSJ        | Ferhad Saiti         | Défense de la minorité rom de Serbie                       | 2007                         |
| Puls Srbije                                      | Пулс Србије Puls Srbije                                                                                      |            | Ljubiša Jovašević    |                                                            | 2010                         |
| Parti uni des paysans                            | Уједињена сељачка странка Ujedinjena seljačka stranka                                                        | USS        | Milija Miletić       | Défense des paysans                                        | 2000                         |
| Parti communiste                                 | Комунистичка партија Komunistička partija                                                                    | KP         | Josip Joška Broz     | Communisme, marxisme-léninisme                             | 2010                         |
| Parti démocratique serbe                         | Српска демократска странка Srpska demokratska stranka                                                        | SDS        | Branislav Švonja     |                                                            | 2011                         |
| Serbie à l'est                                   | Србија на истоку Srbija na istoku                                                                            | SNI        | Neli Đorđević        | Défense de la minorité valaque de Serbie                   | 2011 (radié le 10 juin 2013) |
| Parti démocrate                                  | Демократска партија Demokratska partija Partia demokratike                                                   | DP         | Nagip Arifi          | Défense de la minorité albanaise de Serbie                 | 2011                         |
| Ensemble pour la Voïvodine                       | Заједно за Војводину Zajedno za Vojvodinu                                                                    | ZZV        | Olena Papuga         | Défense de la Voïvodine, régionalisme                      | 2011                         |
| Alliance sociale-démocrate                       | Социјалдемократски савез Socijaldemokratski savez                                                            | SDS        | Nebojša Leković      | Social-démocratie, socialisme démocratique, europhilie     | 2011                         |
| Mouvement pour le développement de la Serbie     | Покрет за развој Србије Pokret za razvoj Srbije                                                              | PRS        | Mile Dragić          |                                                            | 2011                         |
| Union des Roms de Serbie                         | Унија Рома Србије Unija Roma Srbije                                                                          | URS        | Marko Stevanović     | Défense de la minorité rom de Serbie                       | 2011                         |
| Parti bunjevac                                   | Буњевачка странка Bunjevačka stranka                                                                         | BS         | Srđan Evetović       | Défense de la minorité bunjevac de Serbie                  | 2012                         |
| Serbie active                                    | Активна Србија Aktivna Srbija                                                                                |            | Dušan Janjić         |                                                            | 2012                         |
| Parti de l'unité magyare                         | Странка мађарског јединства Stranka mađarskog jedinstva (hu)                                                 | SMJ/MER    | Zoltan Smieško       | Défense de la minorité magyare de Serbie                   | 2012                         |
| Union démocratique des Roms                      | Демократска унија Рома Demokratska unija Roma                                                                | DUR        | Salih Saitović       | Défense de la minorité rom de Serbie                       | 2012                         |
| Parti des Russes de Serbie                       | Странка Руса Србије Stranka Rusa Srbije                                                                      | RUS        | Dragan Cvetković     | Défense de la minorité russe de Serbie                     | 2012                         |
| Nouveau Parti                                    | Нова странка Nova stranka                                                                                    | Nova       | Zoran Živković       |                                                            | 2013                         |